# 内定
内定（ないてい）は、
1. 内々で決まることの意[1]。
2. 就職活動における解約権留保付労働契約の通称。本項で詳述する。

就職活動において内定（ないてい）は、解約権留保付労働契約と呼ばれる一種の労働契約のことである。一般的な意味と異なり、この場合は正式に労働契約が成立している。
多くの場合、一般に学生が卒業する（新卒）にあたって在学中に締結される、卒業後を始期とした労働契約のことである。つまり「卒業後は貴社で働く」「卒業後は弊社で雇用する」という契約である。また、いわゆる中途採用などにおいては始期の決まっていない採用通知のことである。労働契約の成立には双方の承諾が必要であるため、一般には採用通知後にそれを受け取った学生側（あるいは労働者側）が契約を承諾することが必要となる。以下では日本の新卒一括採用を前提とした場面について述べるが、中途採用の場合でも法理としては同じである。

## 法的性質
企業が労働者の採用に至るまでのプロセスは多様であり、個々の労働契約がいつ成立したかについても様々な成立過程があり得る。採用内定の法的性質について学説は、一連の手続きを労働契約締結の過程であるとみる説、将来の労働契約締結の予約とする説、労働契約そのものが成立するとみる説とが対立していた。最高裁判所は、1979年（昭和54年）7月20日の判決（大日本印刷事件）において、解約権留保付きながら内定時点で労働契約が成立すると示した。解約権留保付労働契約とは「勤務開始時期を明示し、企業にそれを取り消す権利を保留させる労働契約」のことである。ただし、最高裁は大日本印刷事件においては「就労始期付労働契約」とした一方で、1980年（昭和55年）5月30日の判決（電電公社近畿電通局事件）では「効力始期付労働契約」とした。両者の違いは、「就労始期付」では内定期間中も従業員としての権利義務が発生するのに対し、「効力始期付」では発生しない。個々の内定がどちらであるかは事案ごとに判定される。

## 内定の取消し・撤回
企業から採用内定を得た学生は、その企業への入社を期待して、他社への応募やすでに得ていた他社の内定を辞退し、他社への就職の機会を放棄する。このような採用内定中の学生の立場を考えると、「解約権留保」といえども企業が採用内定をみだりに破棄することは許されない。企業側から採用内定を取消すことができる場合とは、一般的な解雇が許されるような事由がある場合のほか、採用内定当時知ることができず、また知ることが期待できないような事実を認知し、その認知した事実を理由として採用内定を取消すことが客観的に合理的と認められ社会通念上相当と認められる場合に限られる（前述、大日本印刷事件）。
内定によって労働契約が成立する以上、内定の取消しが無効である場合、内定者は労働契約上の地位の確認及び就労開始予定日以降の賃金の遡及払いを請求することができる。また内定取消しが不法行為または債務不履行であるとして損害賠償を請求することができる。なお公務員については、採用発令がなされるまでその地位は成立しないとして、正当な理由なくして採用内定が取り消されたとしても、地位確認等は請求しえない（判例として、東京都建設局事件、最判昭和57年5月27日）。
新卒者の内定期間に、これを取消し、又は撤回するとき、内定期間を延長しようとするときは、あらかじめ、公共職業安定所長に人材開発統括官が定める様式によりその旨を通知するものとする（職業安定法施行規則第35条2項）。厚生労働大臣は、第35条の規定により報告された取り消し、又は撤回する旨の通知の内容（当該取消し又は撤回の対象となった者の責めに帰すべき理由によるものを除く。）が、厚生労働大臣が定める場合に該当するとき（倒産（雇用保険法第23条2項1号に規定する倒産をいう。）により第35条2項に規定する新規学卒者に係る翌年度の募集又は採用が行われないことが確実な場合を除く。）は、学生生徒等の適切な職業選択に資するよう学生生徒等に当該報告の内容を提供するため、当該内容を公表することができる（職業安定法施行規則第17条の4）とされ、「職業安定法施行規則第十七条の四第一項の規定に基づき厚生労働大臣が定める場合（平成21年厚生労働省告示第5号）によって、取消し又は撤回する旨の通知の内容が、次のいずれかに該当する場合に公表することとされる。
1. 2年度以上連続して行われたもの
2. 同一年度内において10名以上の者に対して行われたもの（内定取消しの対象となった新規学卒者の安定した雇用を確保するための措置を講じ、これらの者の安定した雇用を速やかに確保した場合を除く。)
3. 生産量その他事業活動を示す最近の指標、雇用者数その他雇用量を示す最近の指標等にかんがみ、事業活動の縮小を余儀なくされているものとは明らかに認められないときに、行われたもの
4. 前三号に掲げるもののほか、次のいずれかに該当する事実が確認されたもの
  - 内定取消しの対象となった新規学卒者に対して、内定取消しを行わざるを得ない理由について十分な説明を行わなかったとき。
  - 内定取消しの対象となった新規学卒者の就職先の確保に向けた支援を行わなかったとき。

## 内定の辞退
優秀な人材であれば複数の企業から内定を得ることも珍しくないが、理論上は複数の労働契約が同時に成立することとなり、内定者が内定の辞退をしないまま就労開始日を迎えた場合、いずれかの企業で労働義務の不履行という事態が生じ、その態様が悪質であれば企業から当該内定者に対して損害賠償を請求しうる。そのため、複数の内定を得た者は、入社を決意した一社を除く他社の内定を辞退する。
日本国憲法の定める職業選択の自由や、正当事由を必要とせず2週間以上前の予告により雇用契約を解除できるとする民法第627条1項等の解釈から、企業側からの破棄である内定取消しと異なり、内定者側からの破棄である内定辞退は原則として自由になしうると解される。一般的には内定者から企業に誓約書を提出する場合が多いが、そのことは法的に重要な意味を持たない。
就職内定を取得した学生の人数に対する、内定を辞退した人数の割合を「内定辞退率」という。リクルートキャリアの就職みらい研究所の調査によると、新卒採用における内定辞退率はおおむね60%超である。
学生本人に入社への意思があっても、親の反対で内定後に入社を辞退するケースもある。そのため、採用前に学生の親の意思を確認しておく企業も多い。これを「親への確認」の略で「オヤカク」という。また、内定を出した企業が、他社の内定を辞退するよう学生に働きかける「オワハラ」の事例もある。

## 内々定
就職協定や日本経済団体連合会（経団連）による「新規学卒者の採用選考に関する企業の倫理憲章」（通称：倫理憲章）や「採用選考に関する指針」（通称：採用選考指針）では、正式な内定日を特定の期日以降にするよう定め、加盟企業にこの規定の遵守を求めている。しかし実際には、優秀な学生を青田買いする等の目的で、その特定期日よりも前に採用選考を終了させて内定を確約することがある。このような、正式な内定の前に出される実質的な内定（内定の内定）を内々定という。その場合でも、特定期日以降に内定式を行い正式な内定の書面を交付することで、ルールを守っているというポーズをとる。学生側は内定式の際に入社承諾書を提出すること等で、入社意思の最終確認を行う。
内々定であっても、採用内定が確実であると期待すべき段階で、合理的な理由なく内定通知をしない場合は、期待権侵害として不法行為を構成する。